# Gammapathie monoclonale de signification indéterminée
 Mise en garde médicale
Une gammapathie monoclonale de signification indéterminée, GMSI ou MGUS en anglais, précédemment appelée gammapathie monoclonale bénigne existe en présence d'une paraprotéine dans le sang. Le dosage est plus faible que dans le myélome, il n'y a pas de symptôme clinique, ni indication de traitement.
Cependant un risque annuel de l'ordre de 1 à 2 % de développer un myélome multiple motive une surveillance médicale.

## Épidémiologie
L’incidence des personnes atteintes d'une MGUS augmente avec l’âge ; elle est estimée à 3 % chez les patients de plus de 70 ans. Aux États-Unis, elle est décelée chez près de 3 % de la population de plus de 50 ans. Elle atteint plus de 5 % des patients de plus de 70 ans. Elle est plus fréquente chez l'homme. L'immunoglobuline concernée est le plus souvent de type IgG (69 %). La prévalence est plus élevée chez l'Afro-Américain. Les recherches d'Irene Ghobrial démontrent que les personnes noires sont considérablement plus susceptibles d'avoir une gammapathie monoclonale de signification indéterminée que prévu.

## Diagnostic
La maladie se traduit uniquement par des anomalies biologiques : l'examen clinique est normal.
L'électrophorèse des protéines sanguines montre un pic étroit au niveau des gamma globulines. Cette immunoglobuline est retrouvée également dans les urines, mais, en pratique, sa recherche systématique est inutile.

## Évolution
Le risque évolutif est celui de développer une gammapathie maligne : myélome multiple, maladie de Waldenström, leucémie, etc. Il est d'environ 1 % par an, imposant une surveillance régulière.
Les facteurs de bon pronostic sont un taux d'immunoglobulines monoclonales inférieur à 15 g·l-1, que cette dernière soit de type IgG avec un rapport « chaînes légères »/« chaînes lourdes » conservé.

## Traitement
Aucun traitement n'a démontré d'efficacité quant à la diminution du risque évolutif. Une simple surveillance des paramètres sanguins est préconisée.